# 2187 La Silla
2187 La Silla eller 1976 UH är en asteroid i huvudbältet som upptäcktes den 24 oktober 1976 av den danske astronomen Richard West vid La Silla-observatoriet. Den är uppkallad efter La Silla-observatoriet.
Asteroiden har en diameter på ungefär 12 kilometer.